# System biblioteczny Sowa
System biblioteczny SOWA został zaprojektowany, jest rozwijany oraz dystrybuowany przez Sokrates-software. System jest  zintegrowanym oprogramowaniem, służącym do zarządzania procesami bibliotecznymi, powszechnie stosowanym w działalności informacyjnej. System współpracuje z portalem społecznościowym e-usług bibliotecznych w.bibliotece.pl. Obecnie system dystrybuowany jest pod nazwą SowaSQL Premium i zastąpił wcześniejsze systemy biblioteczne SowaSQL Standard i  SOWA2/MARC21. 
Jest pierwszym polskim systemem bibliotecznym, skierowanym do bibliotek zarówno o prostej, jak i o rozbudowanej strukturze, pozwalającym na pracę z centralną bazą danych, umożliwiającym wielodostępną pracę w środowisku sieciowym. 
System jest wykorzystywany w różnych rodzajach bibliotek. Korzystają z niego biblioteki publiczne, naukowe, akademickie, uczelniane, pedagogiczne, muzealne, instytutowe, wojskowe, zakładowe oraz specjalistyczne, zarówno małe, jak i duże, rozbudowane nawet do kilkudziesięciu filii i liczące ponad milion egzemplarzy. Producent adaptuje oprogramowanie do indywidualnych rozwiązań w bibliotekach oraz przystosowuje je do dotychczasowych sposobów wykonywania różnych merytorycznych zadań.
System SOWA pozwala na opracowanie wszystkich typów materiałów bibliotecznych. Umożliwia tworzenie opisów bibliograficznych dla książek, czasopism, dokumentów wydawniczo niesamoistnych, zbiorów specjalnych (dok. elektroniczne, dok. dźwiękowe, normy itd.). Oferuje rozwiązania do tworzenia, wydruku i udostępniania bibliografii regionalnych oraz kartotek zagadnieniowych. Wspiera bibliotekę w tradycyjnych procesach, tj. gromadzeniu, katalogowaniu i wyszukiwaniu informacji, udostępnianiu zbiorów, rejestracji i obsłudze czytelników, prowadzeniu inwentarzy, ubytkowaniu, kontroli zbiorów, sporządzaniu statystyk oraz zadaniach związanych ze świadczeniem e-usług dla czytelników (tzw. semantyczny katalog WWW, zdalny zapis czytelnika przez internet, składanie dezyderat przez WWW, dostęp do pełnotekstowych zasobów elektronicznych z poziomu katalogu i wiele innych).

## Wdrożenia
System jest wykorzystywany w różnych rodzajach bibliotek. Korzystają z niego biblioteki publiczne, naukowe, akademickie, uczelniane, pedagogiczne, muzealne, instytutowe, wojskowe, zakładowe oraz specjalistyczne, zarówno małe, jak i duże, rozbudowane nawet do kilkudziesięciu filii i liczące ponad milion egzemplarzy. Producent adaptuje oprogramowanie do indywidualnych rozwiązań w bibliotekach oraz przystosowuje je do dotychczasowych sposobów wykonywania różnych merytorycznych zadań.
W 2012 r. na ogólnopolskiej konferencji „Automatyzacja bibliotek publicznych”, która odbyła się w Bibliotece Narodowej w Warszawie, firma Sokrates-software została uznana za producenta, którego systemy są najczęściej wykorzystywane w bibliotekach publicznych w Polsce (wdrożenia systemu SOWA wyniosły wówczas 1326, co stanowiło największą liczbę wdrożeń systemu spośród wszystkich systemów bibliotecznych w Polsce).

## Usługi chmurowe
System SOWA jest pierwszym systemem bibliotecznym w Polsce funkcjonującym w usłudze hostingu (wdrożenia od 2007 r.). Z hostingu serwera aplikacji i baz danych korzysta obecnie ponad 600 bibliotek, użytkujących system SOWA. Hosting oznacza podwyższenie bezpieczeństwa gromadzonych danych oraz szereg udogodnień dla użytkowników, w tym m.in. uproszczoną i zautomatyzowaną aktualizację oprogramowania (asystent aktualizacji oprogramowania nieangażujący bibliotekarzy w czynności informatyczne; uproszczone i przejrzyste procedury serwisowe, zautomatyzowany backup danych) oraz oszczędności finansowe (brak kosztów zakupu i rozbudowy serwera oraz dzierżawy stałego łącza internetowego).

## Współpraca z platformami e-booków
Dla bibliotek, których katalogi zostały zintegrowane z portalem https://w.bibliotece.pl, system oferuje dostęp do ebooków z kilku źródeł, tj. IBUK Libra, Wolne Lektury, Legimi oraz NASBI. W przypadku korzystania z portalu Wolne Lektury system SOWA oferuje w katalogu internetowym bezpośredni, nieodpłatny dostęp do treści materiałów w popularnych formatach. Użytkownicy IBUK Libra, Legimi oraz NASBI kierowani są z katalogu biblioteki bezpośrednio na stronę subskrybowanych wydawnictw (dostęp do treści jest chroniony kodem wydawanym czytelnikowi przez bibliotekę). System SOWA współpracuje z platformami dostępu do publikacji elektronicznych, umożliwiając ich automatyczną aktualizację w ramach obowiązujących umów.

## Katalog OPAC
W systemie SowaSQL Premium została uruchomiona nowoczesna wyszukiwarka zbiorów bibliotecznych, zaprojektowana z myślą o użytkownikach internetu. Wzorem wyszukiwarki Google.com umożliwia precyzyjne i dynamiczne dotarcie do poszukiwanego dokumentu w zbiorach biblioteki (wyszukiwanie przy jednoczesnym autouzupełnianiu list rozwijanych). Zaimplementowany pełnotekstowy silnik wyszukiwania w katalogach pozwala na określanie poprawnej gramatycznie formy podstawowej słowa lub wspólnej części słów, a także rdzenia dla określonych wyrazów i ich form fleksyjnych.
System SowaSQL Premium został wzbogacony o możliwość wyszukiwania za pomocą jednego okna, zawężania kryteriów wyszukiwania do konkretnych filii biblioteki oraz poszukiwania dokumentów wśród zbiorów jeszcze niewypożyczonych.

## Sowa MOBI
Dla bibliotek użytkujących system Sowa (wersja SowaSQL Premium) udostępniona została aplikacja Sowa MOBI. Aplikacja mobilna umożliwia czytelnikom korzystanie z katalogu biblioteki oraz ze swojego konta czytelnika biblioteki za pomocą mobilnego urządzenia (smartfon, tablet). Aplikację można pobrać ze sklepu internetowego Google Play (dla systemu Android) oraz z App Store (dla systemu iOS).

## TEKA
TEKA jest aplikacją umożliwiającą zbudowanie biblioteki cyfrowej lub repozytorium dokumentów elektronicznych. System, w zależności od rodzaju publikacji, oferuje czytelnikom możliwość pobrania dokumentu lub obejrzenia bezpośrednio w przeglądarce internetowej. System prowadzi statystyki odwiedzin oraz pobrań. Dostęp do treści dokumentów może zostać ograniczony do sieci wewnętrznej biblioteki, jak również konkretnych czytelników lub grup czytelników. Publikacje zgromadzone w systemie TEKA mogą posiadać różne formaty. Środowisko współpracuje z katalogiem on-line systemu SOWA.